# アニソンの神様
『アニソンの神様』(アニソンのかみさま)は、大泉貴による日本のライトノベル作品。イラストはのんが担当。このライトノベルがすごい!文庫（宝島社）より2012年9月から2013年7月まで刊行された。
ドイツから日本に留学してきた女の子、エヴァ・ワグナーが日本の高校生たちとアニソンコピーバンドを結成し、文化祭での発表を目指す青春音楽物語。作中には多数の実在のアニメソングのタイトルや歌詞が登場し、ディープ・パープル、ASIAN KUNG-FU GENERATIONなどのロックバンドにも言及されている。

## あらすじ
二学期の初日、一人の留学生がやってくる。名前はエヴァ・ワグナー。同じ日に彼女はアニソンを歌うバンドを作ることを宣言するが、クラスメイト達にはバンドへの参加を遠まわしに断られる。放課後、これからの学校生活に思いを巡らせながら、校内を散策していた際、入谷弦人と出会う。彼をバンドに誘うが、メンバーが揃っていないことを理由に断られる。しかし、エヴァはそれにめげず、メンバーを集め、弦人も加入させることを決意する。

## 登場人物

### 主要人物
エヴァ・ワグナー
ラテン文字表記は「Eva F Wagner」。金髪碧眼の親日家。日本のアニメ・特に「アニメソング」に惹かれ、その熱があがってドイツからの交換留学生として来日。弦人・孝弘・琴音・京子とアニソンバンド「レーゲン・ボーゲン」を結成する。
1巻では、館陽祭のライブに参加。2巻では、ルーズドロップ（ライブハウス）のイベントに参加する。
アニソンの歌詞を知るために日本語の勉強を始めたことをきっかけにそれへ熱が入り、その結果、かなり流暢に喋ることができるうえ、アニソンに関する知識はすさまじいものがある。そのせいなのか、知識面では偏りがある。
自分の思ったことを一直線に貫き通すことが多く、それ故に自身の気持ちを相手のことを考えずにぶつけてしまい、そのせいで相手を傷つけたり、周囲に迷惑をかけることもある。しかし、内心ではその行動が正しいのか不安を抱いている一面ももつ。
担当はボーカルで、歌唱力は極めて高い。愛器は赤のフェンダー・テレキャスター。
入谷 弦人（いりや げんと）
音楽家一家に生まれた男子高校生。
1巻にて彼が現在に至るまでが語られている。両親の勧めでヴァイオリン教室に通い始め、最初は熱心に練習していたが指導が厳しくなるにつれて、徐々にやる気を失い、コンクールで落選したのを機に挫折。その後、ロックに関心を持ち、エレキギターを購入。その練習に励むようになるが、中学時代に参加したバンドは折り合いがつかず解散。館陽高校への進学後、軽音楽部に入部するが、部員との衝突を繰り返す。ある時、部員がコーテリヤというあだ名を言ったことをきっかけに再び挫折。その後、軽音楽部を辞め、このあだ名もあって、孤高を貫いていたところ、エヴァに勧誘される。
初めて勧誘された時は、メンバーがいないことを理由に断り、メンバーが集まってから再び勧誘されても、過去の事とアニソンへの偏見から拒絶し、彼らから距離をとっていたが、ある出来事をきっかけにエヴァに再度説得されて、バンドに加入する。
バンドに入ってから、練習場所として自宅の設備を提供するなど、孤高の影はひそめつつあるものの、メンバーに対しては辛辣な言葉を告げて憎まれ役になることもある。
担当はギター。愛器は白のフェンダー・ストラトキャスター。
小松 孝弘（こまつ たかひろ）
軽音楽部員の男子高校生。茶髪・色黒のチャラ男で、頻繁に女の子にちょっかいを出してはトラブルを起こしている。
もともと、館陽祭のためにバンドを組んでいたが、前述のトラブルを起こしてバンドが解散してしまったことから、エヴァのバンドに加入する。
2巻では、ルーズドロップのイベントを紹介している。
表向きは、チャラ男のように見えるが、他人を気遣う一面もある。
担当はベース。愛器は黒のスティングレイ。楽器を左右逆に構える、いわゆる「ジミヘン持ち」の使い手。
九条 京子（くじょう きょうこ）
エヴァの友達の女子高生。もともとオタク系趣味を周囲に知られないようにしていたが、エヴァの歓迎会で行ったカラオケで、歌の選曲からエヴァにそのことが勘付かれ、さらにドラムの練習を続けていることを見破られる。一旦は断ろうとするものの、説得されたことによってエヴァのバンドに加入する。
館陽祭を終え、次のライブとして参加するルーズドロップを訪ねた際、かつてのバンドメンバーの椎奈と再会。それによる動揺やバンド活動への苦悩も重なり、バンドの練習を休み、メンバーたちを避けるようになる。さらに友人たちにアニソン好きを隠していたことがバレたことも追い打ちをかける。だが、孝弘の励ましとエヴァとの対話によって立ち直り、バンドへ復帰。ルーズドロップでのライブによって、溝ができていた椎奈と和解。ライブ自体も成功させる。
2巻にて中学時代のことが語られる。椎奈とバンドを組んでいたのだが、ある曲で溝ができ、文化祭が終わってから数日経った雑談で自らと音楽性が違うことやそれをきっかけに自らはバンドを組む資格はないと考え、卒業式の日に椎奈と喧嘩別れをしたのであった。孝弘とは中学からの同期であり、文化祭に向けての練習中、バンドのベースがケガをしてしまいその代理を探している過程で出会った。
担当はドラム。
宮坂 琴音（みやさか ことね）
エヴァ達の後輩。ピアノを習っていてバンドに興味がわき、エヴァたちが張り出したチラシを見てコンタクトを取り、エヴァのバンドに加入する。
ボーカロイドソフトを用いて作曲・録音した曲をインターネットに投稿する、ボカロPのしろうさぎPでもある。かつては積極的に投稿していたようだが、今は投稿しておらず、（2巻時点では）その理由は不明である。
2巻ではルーズドロップのライブに人を集めるため、ネットを使って宣伝するなど裏方として活躍している。
担当はキーボード。

### その他
相良 美代（さがら みよ）
エヴァのクラスメイト。1巻から登場。京子の友人で、バンドについても何かと協力している。
鈴原 美月（すずはら みつき）
管弦楽部部長。1巻から登場。
部員不足に悩んでおり、バイオリン経験者である弦人を勧誘している。
無許可でバンド練習をしていたレーゲン・ボーゲンと対立。音楽に対する姿勢の甘さやアニソンへの偏見などを理由にエヴァたちを見下すような態度を見せる。だが、館陽祭ライブの演奏を聴いて、その態度は変わったようであり、2巻ではライブハウスのライブを聴きに来ている。
館陽祭のあと、弦人がバンド活動を続けることが分かっても、勧誘を続けている。
神崎 椎奈（かんざき しいな）
グレイ・ウェンズデーというバンドを組んでいる少女。2巻にて登場。
中学時代に京子とバンドを組んでいたが、卒業式の日に彼女と喧嘩別れしてしまい、それきりとなっていた。だが、ルーズドロップでのイベントをきっかけに再会。彼女に対しては、前述のこともあって最初は嫌悪感を示すものの、彼女の演奏を聴き、お互いの気持ちを理解したことによって、京子と和解する。

## 舞台
都立館陽高校(とりつかんようこうこう)
高田馬場に位置する進学校。学力的にレベルが高く、一方で文化祭「館陽祭」が広く注目を集めるなど一芸を持つ生徒も多い。1巻では館陽祭で行われるイベントに参加する。
エヴァ・孝弘はB組、京子はC組、弦人はF組の二年生で、琴音は一年生。
ルーズドロップ
高円寺に位置するライブハウス。2巻ではここで行われるイベントに参加する。

## 既刊一覧
- 大泉貴（著） / のん（イラスト） 『アニソンの神様』 宝島社〈このライトノベルがすごい!文庫〉、全2巻
  1. 2012年9月10日発売、ISBN 978-4-8002-0120-1
  2. 2013年7月10日発売、ISBN 978-4-8002-0540-7

第1巻の内容が、Audibleで大森ゆきと佐藤恵によるナレーションでオーディオブック化されたが、現在は配信終了。